# Maurétanie sétifienne
293–585
La Maurétanie sétifienne était une province romaine, dans la Province d'Afrique (Afrique proconsulaire). La capitale était Sitifis.

## Histoire
Sous l'empereur Dioclétien, la partie orientale de la Maurétanie césarienne, de Saldae, à la rivière d'Ampsaga, fut érigée en une nouvelle province, appelée Maurétanie sétifienne, de la ville intérieure de Sitifis (actuelle Sétif, en Algérie).
Au temps de Constantin le Grand, la Maurétanie sétifienne est rattachée au diocèse administratif d'Afrique, dans la préfecture prétorienne de l'Italie. 
La nouvelle province connait un énorme développement économique au IVe siècle, jusqu'à sa conquête par les Vandales. 
Dans cette province, la dénomination religieuse chrétienne du donatisme défie le diocèse de Rome (Église romaine), qui dirige la principale religion locale après Constantin, tandis que Sitifis est un centre de mithraïsme.
Alors que certaines zones sont sous contrôle Vandale, et Byzantin, la majeure partie de Maurétanie sétifienne (jusqu'en 578 après J.-C.) est gouvernée par des royaumes berbères, comme le royaume d'Altava. Seule la zone côtière autour de Saldae, et Sitifis, est restée entièrement romanisée.
En 585, l'empereur Maurice, crée la province de Maurétania Prima, et efface l'ancienne "Maurétanie Sétifienne". En effet, l'empereur Maurice crée, cette année-là, le bureau de « l'exarque », qui combine l'autorité civile suprême d'un préfet du prétoire, et l'autorité militaire d'un magister militum, et jouit d'une autonomie considérable vis-à-vis de Constantinople. 
Deux exarchats sont établis, un en Italie, avec siège à Ravenne (connu sous le nom d'Exarchat de Ravenne), et un en Afrique, basé à Carthage et comprenant toutes les possessions impériales en Méditerranée occidentale. 
Le premier exarque est le patrice Gennadios, nommé magister militum Africae en 578, et l'emporte rapidement sur le royaume romano-maure (429-578) de Garmul, en Maurétanie, en étendant le territoire de la Maurétanie sétifienne. Parmi les changements provinciaux effectués par l'empereur Maurice; la Maurétanie césarienne, et la Maurétanie sétifienne sont fusionnés pour former la nouvelle province de "Maurétania prima".
La Maurétanie sétifienne, initialement d'une superficie de 17 800 kilomètres carrés, dispose d'une bonne agriculture (céréales, etc.), aux produits exportés via le port de Saldae. 
Mais sous contrôle byzantin, la province est réduite à la seule section côtière, avec un tiers de la superficie d'origine.

Maurétanie-Numidie-Afrique, villes et routes, vers 150
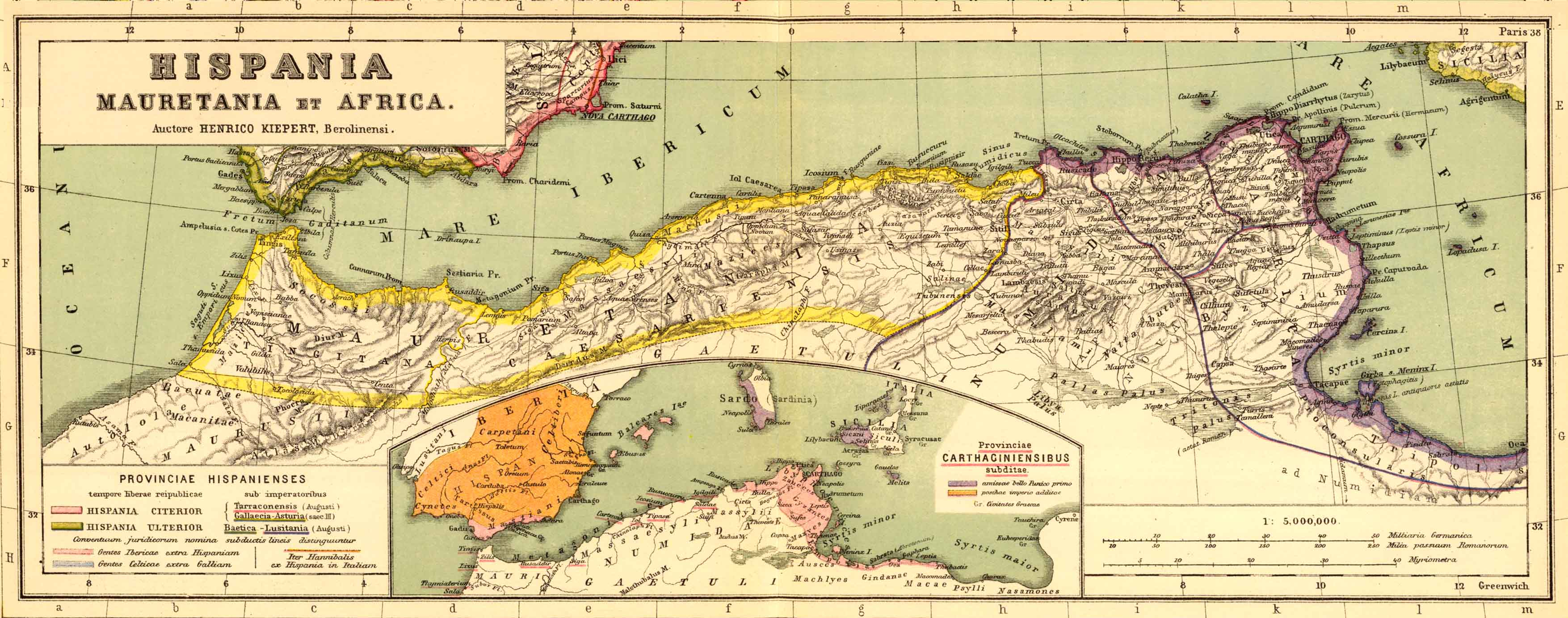
Heinrich Kiepert, Mauretania et Africa, Atlas antiquus (1861)
Afrique romaine après la réforme de Dioclétien
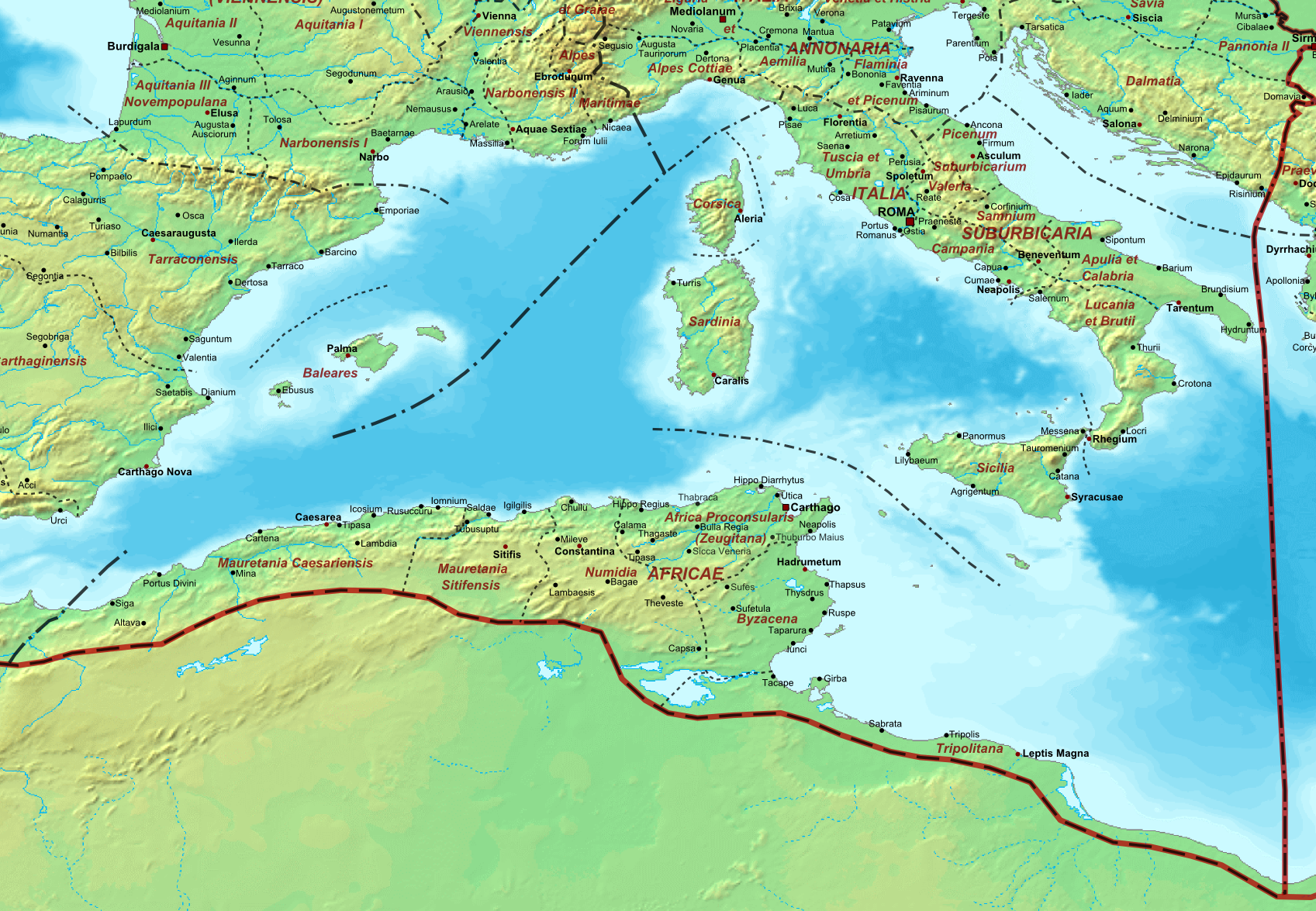
Diocèse d'Afrique, 400

#### Romanité
- Province d'Afrique proconsulaire (de -146 à 429/535, 593-698, capitale Utique puis Carthage,
- Afrique romaine (de -146 à 711), province romaine
  - Liste des gouverneurs romains de la Maurétanie tingitane (en)
  -  Maurétanie tingitane (de -42 à 429/435), Maurétanie césarienne (de -42 à 670c), "Maurétanie sétifienne" (293-585)
  - Romanisation (histoire), roman africain (langue), romano-africain (peuple)
  - Liste des noms latins des villes d'Afrique, colonies romaines en Afrique du Nord (en)
  - Voies romaines en Afrique du Nord, Itinéraire d'Antonin (220/230)
  - Liste des ports antiques en Afrique du Nord
  - Piraterie en Méditerranée antique, Lex Gabinia (-67), guerre des pirates de Pompée (-67)
  - Bâtiments et structures de  l'époque romaine en Afrique du Nord (en)
  - Monuments romains en Algérie, en Tunisie, en Libye
  - Systèmes défensifs de l'Afrique romaine
  - Littérature latine d'Afrique romaine
  - Sites archéologiques en Algérie,
  - Musée public national de Cherchell
- Ius italicum, Tabula Banasitana (171), Édit de Caracalla (212) (citoyenneté romaine pour les pérégrins), Édit de Banasa (216)

- Antiquité tardive, Gouverneur romain, Notitia dignitatum,
- Liste des diocèses de l'Empire romain tardif, Liste des provinces du Bas-Empire
- Diocèse d'Afrique (314-432), de la Préfecture du prétoire d'Italie (Empire romain d'Occident (395-476))
  - la "Maurétanie tingitane" dépendant de la Préfecture du prétoire des Gaules (337-477) (Empire romain d'Occident)

#### Après 400
- Notitia provinciarum et civitatum Africae (484/490)
- Déclin de l'Empire romain d'Occident en Afrique
  - Royaume des Maures et des Romains (429-578)
  - Royaume du Ouarsenis (430-535)
  - Royaume vandale d'Afrique (435-534)
  - Royaume de Capsus
  - Royaume de l'Aurès (484-703)
- Bélisaire (500-565), Jean l'Arménien, Solomon (gouverneur)
- Guerre des Vandales (533-534), Gélimer (dernier roi vandale, 530-534)
- Guerres byzantino-maures (en) (533-548)
- Préfecture du prétoire d'Afrique (534-591, Empire byzantin)
- Royaume d'Altava (578-708)
- Exarchat de Carthage (591-698)
- Conquête musulmane du Maghreb (647-709)
- Ifriqiya (Constantinois, Tunisie, Tripolitaine)
- Wilaya de Sétif